# Собор Архангела Михаила (Ситка)
Собо́р Свято́го Михаи́ла Арха́нгела — православный храм в городе Ситка (Аляска). Уникальный памятник российского присутствия на Аляске.
Собор является кафедральным храмом епархии Ситки, Анкориджа и Аляски Православной церкви в Америке. Ключарь — священник Илья Ларсон (англ. Elia Larson).
Здание храма в 1962 году внесено в Национальный реестр исторических мест США и входит в список национальных исторических памятников Аляски.

## История
При обустройстве Новоархангельска А. А. Баранов предполагал создать здесь альтернативу Кадьякской православной миссии. Он просил, чтобы для выстроенной часовни была доставлена самая лучшая церковная утварь. Тогда же он просил для новой миссии священника.
В 1813 году практически вся утварь, предназначенная для Новоархангельской часовни, была утрачена при крушении российского судна «Нева» у берега острова Баранова. Некоторые предметы были спасены; среди них была икона Архангела Михаила в серебряном окладе.
Три года спустя, в 1816 году, в Новоархангельск прибыл первый священник — Александр Соколов.
В 1834 году Русско-американская компания построила взамен старой обветшавшей часовни новую, освящённую также во имя святого Михаила Архангела.
Постройка нового храма совпала с прибытием в Новоархангельск нового священника, отца Иоанна Вениаминова.
В 1840 году, с возведением отца Иоанна, принявшего монашеский постриг с именем Иннокентий, во епископа Камчатского, Курильского и Алеутских островов, Новоархангельск стал одним из епархиальных центров.
В первый же год епископства Иннокентия, он начал проектировать в Новоархангельске собор для новой епархии. Три года спустя, в 1844 году состоялась закладка храма.
20 ноября 1848 году собор Святого Михаила Архангела был освящён.
Он был построен на средства, предоставленные Русско-американской компанией. Колокола были отлиты на местных литейных заводах, а епископ Иннокентий вручную собрал часы, которые были помещены в колокольню.
С самого начала своего существования собор Святого Михаила стал культурным центром, распространившим своё влияние до реки Юкон и острова Атка на Алеутских островах. В 1841 году при соборе была учреждена Духовная семинария, прежде всего для будущих священнослужителей из местных жителей. Многие из выпускников впоследствии также поступили на работу в Русско-американскую компанию. Тогда же была основана начальная и средняя школа с приютом. Школа была закрыта только в 1906 году, а Семинария, с переводом архиепископа Иннокентия в Благовещенск, в 1858 году была также перенесена туда. Школы были размещены в здании, которое теперь известно как Дом Епископа, или Российский Приют.
После продажи Аляски Соединённым Штатам в 1867 году, в Ситку прибыли американские войска, которые разграбили Собор Архангела Михаила, а также лавки и частные дома. После переноса в 1872 году центра Алеутской епархии в Сан-Франциско, собор пришёл в запустение, вся оставшаяся ценная утварь была перевезена в епархиальный центр. Только в 1903 году храм стал кафедральным для Алеутского викария.
При соборе были открыты Общество трезвости (в 1896 году) и братство (в 1903 году), которое поддерживало храм в вопросах пожертвований, ремонта и реставрации. Пожертвования собору передавали Императорское миссионерское общество, Российско-американская компания, частные лица (князь В. П. Кочубей, графиня А. А. Орлова). Спасшиеся при кораблекрушениях в благодарность дарили утварь и иконы.

## Пожар и восстановление
Пожар в ночь на 2 января 1966 года, разрушивший практически всю центральную часть Ситки, уничтожил и собор. Жители города и прихожане успели спасти почти всю утварь собора, включая Царские врата иконостаса и паникадила. Из самого ценного были утрачены колокола, обработанные вручную в Ситке; большая икона «Тайная Вечеря», и часы в колокольне.
На момент пожара храм являлся старейшим церковным зданием, построенным в «российский период» на Аляске.
Почти сразу правительство штата и местная власть начали кампанию, нацеленную на восстановление собора. При восстановлении собора, ведшемся под руководством архитектора Сергея Падюкова, использовались фото, сделанные в 1961 году.
Новое освящение собора состоялось в 1976 году, на нём присутствовал А. И. Солженицын.
Собор Святого Михаила Архангела рассматривается жителями и гостями как уникальный представитель российского присутствия на Аляске.

## Архитектура, убранство
Существующий собор — реконструкция сгоревшего здания, проведенная архитектором С. Н. Падюковым по материалам Службы национальных парков США, практически повторяет предыдущее строение, которое не изменилось за всю историю существования.
Собор находится в центре делового квартала Ситки, на пересечении Lincoln Street и Maksutoff Streets, первая из которых окружает храм, а вторая заканчивается на перекрёстке.
Ранее собор был деревянным, покрытый обшивкой. Однако требования пожарной безопасности определили новый материал строительства: железобетонные стены с виниловой обшивкой. Стены собора серо-голубые с белым кантом.
Первоначально крыша была покрыта деревом, а затем покрытие было заменено на рубероидную плитку.
Центральный купол зелёного цвета расположен на восьмиугольном барабане, на каждой стороне которого расположены окна.
В плане собор представляет греческий крест, ориентированный на колокольню В ширину собор составляет 20,4 м, в длину 29,5 м. Высота колокольни — 12 м.
Колокольня, увенчанная шпилеобразным куполом, имеет восемь арочных проёмов с колоколом в каждом. Балюстрада окружает купол. Окна в верхней части ложные. Кроме того, на колокольне находятся круглые часы с римским циферблатом. Внизу колокольни располагается вход в притвор.
Внутри храма стены и потолок покрыты холстом. Купол поддерживается четырьмя небольшими колоннами
В центре храма расположена архиерейская кафедра с орлецом.
В соборе три придела: главный — во имя Михаила Архангела; северный — Казанской иконы Божией Матери и южный — святителя Иннокентия Московского.
Иконостасы являются реконструкцией старых, подлинными являются серебряные Царские врата центрального придела и почти все иконы.
На стенах расположены картины, изображающие сцены из Ветхого и Нового Завета, пожертвованные собору князем В. П. Кочубеем и графиней А. А. Орловой.
Из икон известны:
- Икона Божией Матери Казанской («Мадонна Ситки»), местный образ северного придела, часто переносится по Соединенным Штатам и Европе. Имеет серебряную позолоченную ризу. Работа приписывается В. Л. Боровиковскому.
- Икона Господа Вседержителя, также местный образ северного придела, написана В. Л. Боровиковским.
- Икона Святой Троицы, самый старый образ собора.
- Иконы преподобных Зосимы и Савватия Соловецких, в серебряном окладе, и Покрова Пресвятой Богородицы, написанные и подаренные собору в 1843 году командой и пассажирами судна «Наследник Александр» в благодарность за спасение в шторм в 1842 году.

Кроме того, в соборе хранятся реликвии, принадлежавшие святителю Иннокентию:
- Распятие, инкрустированное жемчугом, подаренное епископу Иннокентию на день его хиротонии в 1840 году.
- Евангелие, напечатанное в 1759 году, — дар архиерею в 1846 году от архимандрита Троице-Сергиевой лавры.
- Евангелие в серебряном окладе на алеутском языке, переведенное им будучи священником. Перевод был закончен в 1828 году и издан в 1840 году.
- Архиерейская митра.